# Campeonato Paulista de Futebol de 2004 - Série A2
O Campeonato Paulista de Futebol de 2004 - Série A2 foi a 58.ª edição do campeonato equivalente ao segundo nível do futebol paulista. A campeã da competição foi a Inter de Limeira.

## Forma de disputa
- Primeira fase: Os 16 participantes são divididos em dois grupos e jogam entre si em turno e returno. Em cada grupo, as 4 equipes que mais somarem pontos nessa etapa classificam-se para a segunda fase, e a equipe com a pior campanha geral no campeonato é rebaixado a Série A3 de 2005.
- Segunda fase: Os 8 classificados são divididos em dois grupos, os quais jogam entre si. Os 2 melhores de cada grupo passam a fase final
- Fase final: Os 4 finalistas jogam entre si, a esquipe que fica na primeira colocação no grupo é a campeã da Série A2 e disputa a Série A1 em 2005.

## Participantes
| - Araçatuba (Araçatuba) - Bandeirante (Birigüi) - Botafogo (Ribeirão Preto) - Bragantino (Bragança Paulista) - Comercial (Ribeirão Preto) - Flamengo (Guarulhos) - Francana (Franca) - Inter de Limeira (Limeira) | - Matonense (Matão) - Nacional (São Paulo) - Olímpia (Olimpia) - Rio Preto (São José do Rio Preto) - São Bento (Sorocaba) - São José (São José dos Campos) - Taquaritinga (Taquaritinga) - Taubaté (Taubaté) |

## Classificação
| Fase final | Fase final    | Fase final | Fase final | Fase final | Fase final | Fase final | Fase final | Fase final | Fase final | Fase final | Fase final | Fase final |
| Time | Time          | Pts        | J          | V          | E          | D          | GP         | GC         | SG         |            |            |            |
| --- | ------------- | ---------- | ---------- | ---------- | ---------- | ---------- | ---------- | ---------- | ---------- | ---------- | ---------- | ---------- |
| 1 | Internacional | 12         | 6          | 4          | 0          | 2          | 11         | 8          | 3          |            |            |            |
| 2 | Taubaté       | 10         | 6          | 3          | 1          | 2          | 5          | 5          | 0          |            |            |            |
| 3 | Taquaritinga  | 10         | 6          | 3          | 1          | 2          | 9          | 11         | -2         |            |            |            |
| 4 | Flamengo      | 3          | 6          | 1          | 0          | 5          | 7          | 8          | -1         |            |            |            |
| Pts – Pontos ganhos; J – Jogos; V - Vitórias; E - Empates; D - Derrotas; GP – Gols pró; GC – Gols contra; SG – Saldo de gols; |               |            |            |            |            |            |            |            |            |            |            |            |

## Premiação
| Campeonato Paulista de 2004 - Série A2 |
| -------------------------------------- |
| Internacional Campeão (3º título)      |